# Herman Lauwers
Herman Lauwers (Brasschaat, 18 november 1953) is een Belgisch voormalig politicus voor de Volksunie en Spirit.

## Levensloop

### Jeugd en beroepsleven
Lauwers volgde de Latijn-Griekse humaniora aan het Sint-Michielscollege van Brasschaat. In 1976 behaalde hij een licentie in de psychologie aan de Katholieke Universiteit Leuven. Van 1977 tot 1980 was hij gemeentelijk jeugdconsulent in Brasschaat, waarbij hij ging toeleggen op  en nadien van 1980 tot 1983 adjunct-verbondscommissaris en hoofd van de studiedienst van het Vlaams Verbond van Katholieke Scouts en Meisjesgidsen (VVKSM). Van 1983 tot 1987 was hij verbondscommissaris van het VVKSM. Onder zijn leiding werd er bij de activiteiten meer nadruk gelegd op milieu-educatie en ecologie en liet hij handboeken voor de leiding maken die een synthese moesten zijn tussen de traditionele scoutsmethodiek en de nieuwe jeugdcultuur en pedagogiek sinds de jaren 1970.
Vanuit zijn beroepsleven ging Lauwers zich bezighouden met de belangen van de jeugd, milieuproblematiek, ruimtelijke ordening en planologie, politicologie en bestuurskunde enz.

### Volksunie
In 1987 werd Lauwers in het kader van de verruimingsoperatie binnen de partij lid van de Volksunie. Gedurende de tweede helft van de jaren 1980 ontwikkelde Lauwers een sympathie voor het links-liberale gedachtegoed, cumulerend in zijn stellingname dat de Volksunie omgevormd diende te worden tot een soort Vlaamse Vrije Democraten, een Vlaamse versie van de Nederlandse partij D66. Gaandeweg de jaren 1990 ontwikkelde Lauwers zich tot partijideoloog en werd hij vanaf 1992 hoofdbestuurslid bij de Volksunie. Ook was hij een pleitbezorger van een 'integraal federalisme', dat voorzag in de maximale participatie van de burger in zoveel mogelijk domeinen van de samenleving op de verschillende beleidsniveaus.
In december 1987 werd hij verkozen tot lid van de Kamer van volksvertegenwoordigers voor het arrondissement Antwerpen, wat hij tot in mei 1995 bleef. In de periode februari 1988-mei 1995 had hij als gevolg van het toen bestaande dubbelmandaat ook zitting in de Vlaamse Raad. De Vlaamse Raad was vanaf 21 oktober 1980 de opvolger van de Cultuurraad voor de Nederlandse Cultuurgemeenschap, die op 7 december 1971 werd geïnstalleerd, en was de voorloper van het huidige Vlaams Parlement. In de Vlaamse Raad was Lauwers van 1988 tot 1989 secretaris van de commissie Ruimtelijke Ordening en van 1992 tot 1995 secretaris van de commissie Cultuur, terwijl hij in de Kamer van september 1993 tot mei 1995 voorzitter van de Volksunie-fractie was.
Bij de eerste rechtstreekse verkiezingen voor het Vlaams Parlement van 21 mei 1995 werd hij verkozen in de kieskring Antwerpen. Ook bij de volgende Vlaamse verkiezingen van 13 juni 1999 raakte hij herverkozen. Van september 2002 tot juni 2004 zat hij er de VU&ID-fractie voor en hij was tevens lid van verschillende commissies: van 1995 tot 1996 van de commissie Welzijn en Gezondheid en van 1995 tot 1999 van de commissie Ruimtelijke Ordening, Openbare Werken en Vervoer en van 2002 tot 2004 van de commissies Cultuur, Media en Sport en Institutionele en Bestuurlijke Hervorming en Ambtenarenzaken. Bovendien was hij van 1989 tot 2012 gemeenteraadslid van Brasschaat.
Op 4 februari 1989 was Lauwers een van de instigatoren van het cordon sanitaire tegen het oprukkende extreemrechtse Vlaams Blok, maar begin 1996 stelde Lauwers de interpretatie ervan ter discussie, omdat het impliciet het stemgedrag van alle andere partijen afhankelijk maakte van het stemgedrag van het Vlaams Blok.

### Spirit / VlaamsProgressieven
Bij de splitsing van de Volksunie volgde Lauwers Bert Anciaux en de zijnen naar het links-liberale spirit.
Na de Vlaamse verkiezingen van 13 juni 2004 legde hij op 22 juli 2004 de eed af als Vlaams volksvertegenwoordiger voor de sp.a-spirit-fractie in opvolging van Vlaams minister Kathleen Van Brempt. Hij ging zetelen in de commissie Openbare Werken, Mobiliteit en Energie. Eind 2006 nam hij ontslag uit dit mandaat en begin 2007 werd hij opgevolgd door Jo Vermeulen. Sinds 22 januari 2007 mag hij zich ere-Vlaams volksvertegenwoordiger noemen. Die eretitel werd hem toegekend door het Bureau (dagelijks bestuur) van het Vlaams Parlement.
Lauwers diende in mei 2004 samen met Norbert De Batselier (sp.a) een ontwerp-Grondwet voor Vlaanderen in, getiteld Handvest voor Vlaanderen - Een basistekst voor een eigentijds Vlaanderen. Dit voorstel, net als alle andere dienaangaande van de andere politieke stromingen, werd een maand later van de vergaderagenda afgevoerd omdat een initiatief tot verdergaande autonomie van Vlaanderen grondwettelijk gezien enkel op het federale niveau genomen kan worden.
In 2005 lobbyde Lauwers voor een campagneoproep tegen het beleid van de Verenigde Naties op het gebied van drugsbestrijding. Hij stelde in het Vlaams Parlement het tolerante liberale Nederlandse drugsbeleid als voorbeeld.
Na de verpletterende verkiezingsnederlaag in juni 2007 werd Lauwers benoemd tot leider van de evaluatiecommissie die tevens hervormingsvoorstellen moest bedenken voor de partij. Het leidde in april 2008 tot de omvorming tot VlaamsProgressieven. De op het stichtingscongres door voorzitster Bettina Geysen voorgelezen Korte beginselverklaring stoelde op een diepere politieke koersbepaling, geschreven door Lauwers.
Sinds 2008 is Lauwers voorzitter van het openbaar pluralistisch vormingsinstituut Lodewijk de Raet en van 2009 tot 2014 ook van het Vlaams Minderhedencentrum (tegenwoordig Kruispunt Migratie-Integratie).
Bij de lokale verkiezingen van 2012 stond hij op de 31 plaats voor de lokale lijst Brasschaat 2012 en behaalde 249 voorkeurstemmen. Hij werd niet herverkozen, maar bleef wel voorzitter van de groep, waarvan naast ex-Spirit ook Groen en sp.a deel uitmaken.
In 2014 werd hij verkozen tot voorzitter van FOV, de Federatie Sociaal-Cultureel Werk.
In 2018 verscheen van Herman Lauwers "Links-liberalisme. Een politieke filosofie voor de 21ste eeuw", waarin hij dit gedachtegoed filosofisch verankert en het bepleit als een actualisering van de Verlichtingsgedachten in de 21ste eeuw. In 2021 publiceerde hij "God en Allah in het land der atheïsten", waarin hij die Verlichtingsgedachten analyseert en verklaart waarom ze tot verwarring zorgen in het debat over de plaats van religies in het multiculturele Europa en in Vlaanderen. Hij houdt in dit boek een pleidooi tegen de Franse laïcité.
- Gemeinsame Normdatei: 103144646X
- International Standard Name Identifier: 0000 0003 9697 715X
- Library of Congress Control Number: n2014013659
- Nederlandse Thesaurus van Auteursnamen: 351234063
- Virtual International Authority File: 292005305
- WorldCat: E39PBJjXftyj9Bp6hjKfqDmw4q